# Hoya leytensis
Hoya leytensis är en oleanderväxtart som beskrevs av Adolph Daniel Edward Elmer och C.M. Burton. Hoya leytensis ingår i släktet Hoya och familjen oleanderväxter. Inga underarter finns listade i Catalogue of Life.